# Förpackningsraseri

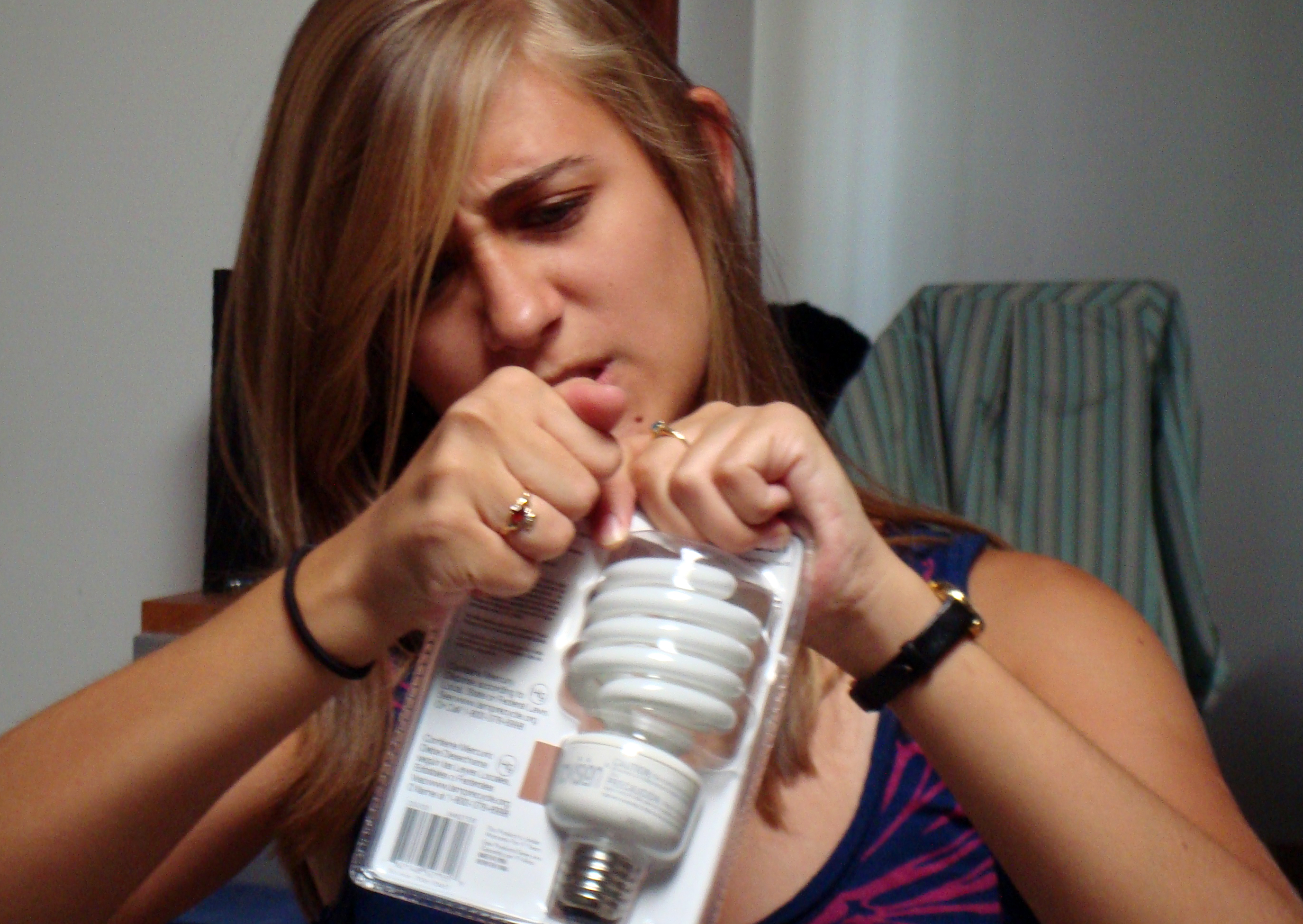
Ett exempel på wrap rage med en plastförpackad lysrörslampa.

Wrap rage, eller package rage ("paketraseri"), är ett engelskt uttryck för ilska och frustration som ett resultat av problem med att få upp svåröppnade förpackningar, i synnerhet blåsförpackningar av plast och hårda plastförpackningar.f
Tusentals konsumenter drabbas varje år av skador, som till exempel skärsår i fingrar eller stukade handleder, både från verktyg som används för att öppna förpackningar och från förpackningarna själva. I synnerhet är hårda plastflisor sylvassa och lätta att skära sig på. Det finns lättöppnade förpackningssystem, om viljan finns att ta dem i bruk, för att underlätta för slutanvändarna.
Ett sätt att hantera problemet är att be personalen i butiken öppna förpackningen.